# So Emotional
«So Emotional» (en español: «Tan emocionada») es el tercer sencillo del álbum Whitney de la cantante estadounidense Whitney Houston. Fue publicado el 12 de noviembre de 1987 en los Estados Unidos y el 20 de noviembre en varios países europeos, como  
La canción fue compuesta por Billy Steinberg y Tom Kelly, quienes también escribieron para Madonna, la canción "Like a Virgin". Originalmente, la canción uptempo pretendía tener un sonido similar a los trabajos de Prince. Aunque, al escuchar la versión por Narada Michael Walden, sintieron que le impuso un sonido más potente a la canción y optaron por ésta. La letra describe los sentimientos cuando una persona está enamorado de otra.
El sencillo obtuvo la primera ubicación en el Billboard Hot 100 de los Estados Unidos, logrando su sexto sencillo número uno de forma consecutiva, igualando en aquel momento el récord establecido por The Beatles y The Bee Gees. Una versión remezclada por Shep Pettibone con mezclas adicionales de Junior Vásquez fue lanzada en el Reino Unido, alcanzando la quinta ubicación en la lista de sencillos.

## Video musical
El director encargado del video musical de la canción fue Wayne Isham. En él muestra a Houston en la gira y cómo se prepara para un concierto. Por otra parte, se puede ver imágenes de una actuación en el Stabler Arena en Bethlehem, Pensilvania.

## Canciones y formatos
Sencillo en 7” – Arista (109 477)	1987
1. «So Emotional» (Edit Remix) – 4:25
2. «For The Love Of You» – 4:32

Vinilo en 12”
1. «So Emotional» (Extended Remix) – 7:51
2. «Didn't We Almost Have It All» (en vivo) – 6:28
3. «For the Love of You» – 4:32

## Posicionamiento en listas
| Lista (1987–89)                                   | Posición |
| ------------------------------------------------- | -------- |
| Australia (Kent Music Report)                     | 26       |
| Bélgica (Flandes) (Ultratop 50)                   | 18       |
| Canadá (RPM Top Singles)                          | 9        |
| España (AFYVE)                                    | 15       |
| Estados Unidos (Billboard Hot 100)                | 1        |
| Estados Unidos (Billboard Adult Contemporary)     | 8        |
| Estados Unidos (Hot Dance Music/Club Play Chart)  | 1        |
| Estados Unidos (Hot R&B/Hip-Hop Singles & Tracks) | 5        |
| Finlandia (Finland's Official List)               | 9        |
| Francia (SNEP)                                    | 21       |
| Irlanda (IRMA)                                    | 3        |
| Italia (FIMI)                                     | 28       |
| Nueva Zelanda (Recorded Music NZ)                 | 47       |
| Países Bajos (Dutch Top 40)                       | 23       |
| Reino Unido (UK Singles Chart)                    | 5        |
| Suiza (Schweizer Hitparade)                       | 30       |

### Sucesión en listas
| Anterior: «Faith» de George Michael             | Billboard Hot 100 — Sencillo Nro 1 9 de enero de 1988 — 16 de enero de 1988             | Siguiente: «Got My Mind Set on You» de George Harrison |
| Anterior: «Pump Up the Volume» de M\|A\|R\|R\|S | Hot Dance/Club-Play Songs — Sencillo Nro 1 26 de diciembre de 1987 — 2 de enero de 1988 | Siguiente: «I'm Beggin' You» de Supertramp             |